# Saint-Pardoux-la-Croisille
Saint-Pardoux-la-Croisille är en kommun i departementet Corrèze i regionen Nouvelle-Aquitaine i de centrala delarna av Frankrike. Kommunen ligger  i kantonen La Roche-Canillac som tillhör arrondissementet Tulle. År 2022 hade Saint-Pardoux-la-Croisille 175 invånare.

## Befolkningsutveckling
Antalet invånare i kommunen Saint-Pardoux-la-Croisille
Referens:INSEE